# Пикар, Эмиль
Шарль Эми́ль Пика́р (фр. Charles Émile Picard; 24 июля 1856, Париж — 11 декабря 1941, там же) — французский математик.
Член Парижской академии наук с 1889 года. В 1910 году избран президентом Парижской академии. С 1917 года — непременный секретарь академической Секции математических наук. Член Французской академии с 1924 года (кресло № 1). Иностранный член-корреспондент Петербургской академии наук (1895), почётный член Академии наук СССР (1925), иностранный член Национальной академии наук США (1903), Лондонского королевского общества (1909). В 1908 году руководил IV-м Международным конгрессом математиков в Риме, а в 1920 году — VI-м конгрессом в Страсбурге.

## Биография и научная деятельность
Родился в Париже, рано лишился отца при осаде Парижа во время франко-прусской войны (1870). В 1877 году закончил парижскую Высшую нормальную школу, затем преподавал в различных учебных заведениях, с 1881 года и до конца жизни — в Сорбонне. Звание профессора Сорбонны получил в августе 1886 года и руководил кафедрой (анализа и алгебры) вплоть до своей отставки в 1931 году.
В январе 1881 года женился на Мари, дочери своего учителя Шарля Эрмита. Трое из пяти их детей погибли во время Первой мировой войны.
Известен фундаментальными результатами в области математического анализа. Его учебник анализа (Traité d’Analyse) долгое время считался классическим. Внёс существенный вклад также в теорию дифференциальных уравнений, теорию функций, топологию, теорию групп. Для линейных дифференциальных уравнений разработал аналог теории Галуа. Часть его трудов посвящены истории и философии математики.
Результаты Пикара нашли широкое применение в прикладных науках: теория упругости, телеграфия и др. Он автор одного из первых в мире учебных руководств по теории относительности и её приложениям к астрономии (1922). Опубликовал серию биографий видных французских математиков. Посмертно изданный сборник трудов Пикара занимает 4 тома.
В 1943 году его вдова решила создать «Фонд Эмиля Пикара», из которого Парижская академия каждые шесть лет вручает медаль за математические достижения. Первая медаль была вручена в 1946 году Морису Фреше.

## Труды
- Picard, Émile. Traité d'Analyse (неопр.). — Paris: Gauthier-Villars et fils, 1891—1896.
- Picard, Émile. La science Moderne et son état Actuel (неопр.). — Paris: E. Flammarion, 1905.
- Picard, Émile. La Théorie de la Relativité et ses Applications à l'astronomie (фр.). — Paris: Gauthier-Villars, 1922.
- Picard, Émile. Discours et Mélanges (неопр.). — Paris: Gauthier-Villars, 1922.
- Picard, Émile. Éloges et Discours Académiques (неопр.). — Paris: s.n., 1931.
- Picard, Émile. Œuvres de Ch.-É. Picard (неопр.). — Paris: Centre National de la Recherche Ccientifique, 1978—1981. — Т. vol. I-IV.